# Fastighetsbyrån
Swedbank Fastighetsbyrå AB (även Fastighetsbyrån) är ett svensktfastighetsmäklarföretag med cirka 1200 mäklare fördelade på 270 kontor i Sverige. Fastighetsbyrån har även ett flertal kontor i Spanien och Portugal. Fastighetsbyrån förmedlar framförallt bostäder såsom villor, bostadsrätter och fritidshus men även tomma fastigheter, jordbruk, kommersiella fastigheter samt företag. Fastighetsbyrån ingår i Swedbank-koncernen och är en franchiseorganisation.